# グルィフ (機雷敷設艦)
| 竣工直後の「グルィフ」 | |
| 艦歴                   | |
| 発注                   | ノーマンド社ル・アーヴル造船所 |
| 起工                   | 1931年11月14日 |
| 進水                   | 1936年11月29日 |
| 竣工                   | 1938年2月17日 |
| 喪失                   | 1939年9月3日に自沈処分。 |
| 除籍                   | |
| 前型                   | - |
| 後型                   | - |
| 性能諸元 （竣工時）    | |
| 排水量                 | 基準：2,227トン 満載：-トン |
| 全長                   | 103.0m |
| 全幅                   | 13.06m |
| 吃水                   | 3.6m |
| 機関                   | スルザー式8気筒ディーゼル機関2基2軸推進 |
| 最大 出力              | 60,000hp |
| 速力                   | 20.0ノット |
| 航続距離               | 14ノット/9,500海里 |
| 燃料                   | 重油：100トン（常備）、300トン（満載） |
| 乗員                   | 士官・水兵：162名 候補生：60名 |
| 兵装                   | ボフォース Model 1936 12cm（50口径）連装速射砲2基&同単装速射砲2基 ボフォース 4cm（56口径）連装機関砲2基 オチキス 13.2mm（76口径）連装機銃2基 機雷600発 |

グルィフ（ポーランド語: ORP Gryf）は、ポーランド海軍がフランスより購入した機雷敷設艦で同型艦はない。艦名はポーランド語で「グリフォン」という意味。

## 概要
本艦はポーランド海軍が自国の沿岸防護のために1933年度海軍計画で1934年にフランスのノルマン社に発注した艦である。建造はノルマン社ル・アーヴル造船所で行われて1938年2月に竣工してポーランド海軍に引き渡されて就役した。本艦は沿岸部で航路閉鎖のための機雷敷設を行えるように吃水を浅く設計されており、高速を必要としないので機関は低燃費で小型化できるスルザー社のディーゼル機関を採用したために機関区が短くなり、船体中央部には平時に練習艦として使用できる用に上部構造物に乗員以外の60名分の居住区を設けていた。

## 艦形

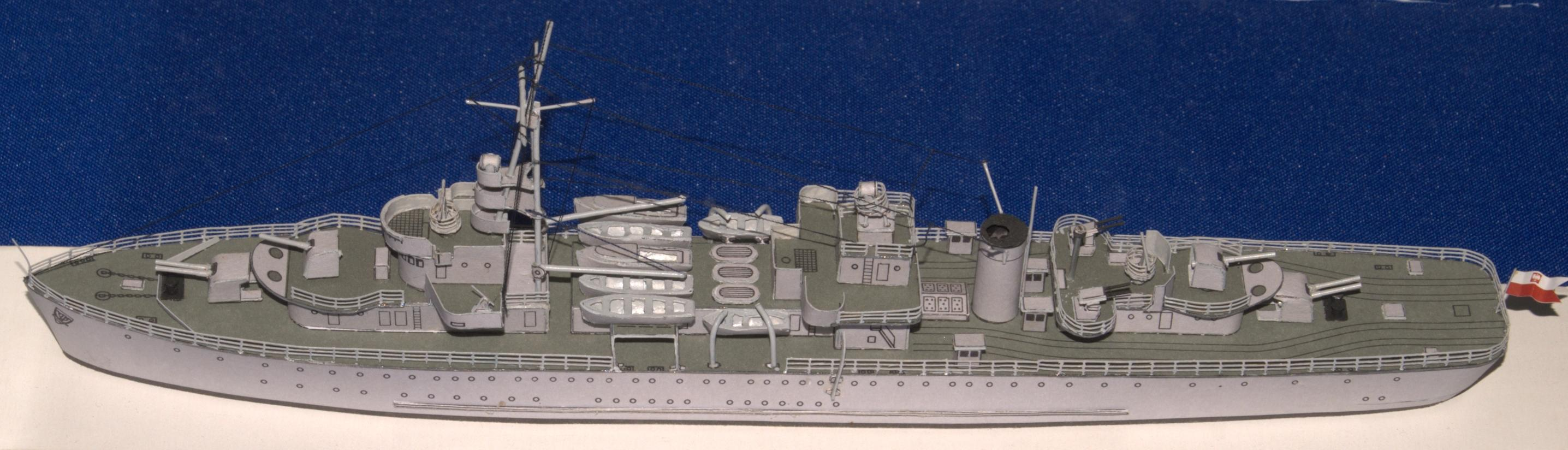
本艦の模型。特徴的な主砲配置と機雷投下レールの形状が判る。

船体形状は波浪の少ないバルト海で使用するために平甲板型船体を採用してコストダウンに努めている。傾斜の強いクリッパー型艦首から甲板上に主砲の「ボフォース Model 1936 12cm（50口径）速射砲」を防盾の付いた連装砲架で1基配置した背後から艦上構造物が始まり、12cm速射砲が防盾の付いた単装砲架で背負い式配置された。
頂上部の見張り所には測距儀1基を載せた風雪厳しいバルト海での運用に耐える重厚な箱型艦橋の側面には近接火器として「オチキス Model 1929 13.2mm（76口径）機関銃」が連装砲架で片舷1基ずつ計2基が配置された。
船体中央部には簡素な三脚型の前部マストが立ち、その下は艦載艇置き場で前部マストを基部とするクレーンが片舷1基ずつ計2基により運用された。艦載艇置き場の直下は候補生の居住区となっており、中央部に探照灯台を兼ねた後部見張所。本艦の機関はディーゼルのために煙突を模した排気管1本が立つ。
の後方には露天の後部測距儀所があり、それを挟み込むように「ボフォース 4cm機関砲」が連装砲架で並列で2基が配置された。上部構造物の最後部に12cm速射砲が防盾の付いた単装砲架で1基、その下の後部甲板上に12cm速射砲が防盾の付いた連装砲架で1基で後ろ向きの背負い式配置となっていた。
3番・4番主砲の側面から艦尾にかけて機雷投下用のレールが片舷3つずつ計6基あり、最大で600発が搭載できた。機雷は台車に乗せられレール上を滑って艦尾から投下された。

## 主砲、その他備砲

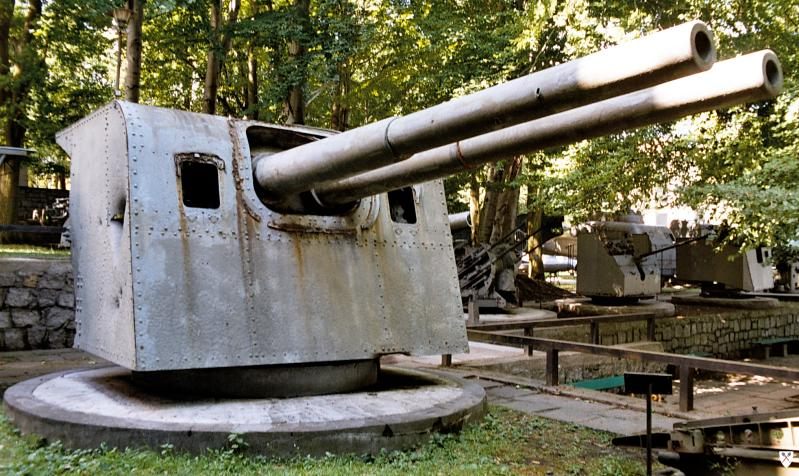
写真は現代に残る「ボフォース Model 1936 12cm（50口径）速射砲」の連装砲架。

本艦の主砲にはスウェーデンの火器メーカーであるボフォース社の「ボフォース Model 1936 12cm（50口径）速射砲」を採用した。この砲は本艦以外にもグロム級駆逐艦の主砲にも採用されている優秀砲である。その性能は重量24.0kgの砲弾を仰角30度で19,500mまで届かせることができた。 砲身の俯仰能力は仰角30度・俯角3度で、砲架の旋回角度は300度の旋回角度を持っていた。装填形式は自由角度装填で、発射速度は人力装填のため毎分10発であった。
他に近接防空火器として同じくボフォース社の「ボフォース 4cm（56口径）機関砲」を採用した。その性能は重量0.93kgの機関砲弾を仰角45度で射程9,600mまで、最大仰角90度で高度10,180mまで飛ばす事が出来た。砲架の俯仰は仰角90度・俯角15度で360度の旋回角度を持っていたが、実際は上部構造物により射界を制限された。これを連装砲架で2基を搭載した。

他に、機関砲の射界をカバーする為にフランスの兵器メーカーオチキス社製の「オチキス Model 1929 13.2mm（76口径）機関銃」を採用した。その性能は重量51gの弾丸を仰角45度で7,200mまで、最大仰角90度で最大射高4,200mまで届かせることが出来るこの砲を連装砲架で2基を装備した。砲架の俯仰能力は仰角90度・俯角10度である、旋回角度は360度旋回できたが、実際は上部構造物により射界に制限があった。砲身の俯仰・砲塔の旋回・砲弾の揚弾・装填は主に電力で補助に人力を必要とした。発射速度は毎分200～250発である。

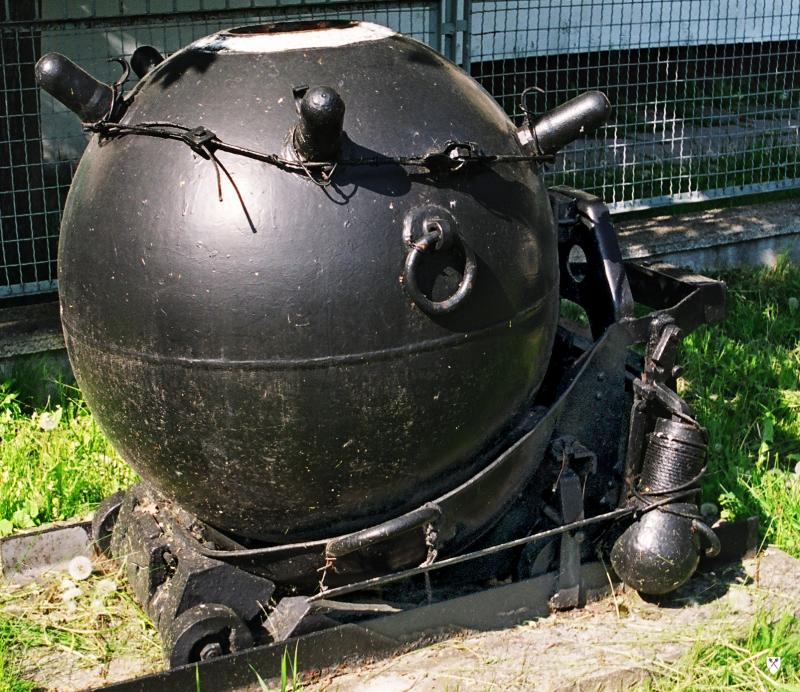
写真は現代に残るポーランド海軍の「Mina kontaktowa wz. 08/39」型機雷。

他に航路閉鎖用に機雷は常備で300発で戦時には600発を搭載できた。

## 艦歴

### 就役から第二次世界大戦まで
本艦は平時はグディニャで機雷敷設艦兼練習艦として運用されていた。

### 第二次大戦から戦没まで
1939年9月1日、グルィフは300個の機雷を乗せて10隻（ブルザ級駆逐艦「ヴィヘル」、掃海挺「ヤスクウカ」「チャプラ」「ジュラフ」「チャイカ」「ルィビトヴァ」「メヴァ」、砲艦「コメンダント・ピウスツキ」「ゲネラウ・ハルレル」）
で臨時の戦隊を編成してヘル半島南東沖への機雷敷設に向かった。だが、その途中でドイツ空軍の急降下爆撃機ユンカース Ju 8733機による攻撃を受けた。直撃弾こそなかったものの、至近弾により掃海艇1隻が損傷し、グルィフでも戦隊司令を兼ねる艦長以下21名が戦死した。（Battle of the Danzig Bay）グルィフの機雷は爆撃に伴う火災で誘爆を防ぐために海中投棄されて、グルィフはヘルへと向かい、損傷がひどかったグルィフはそこで砲台とされた。9月3日、ドイツ駆逐艦レーベレヒト・マース、ヴォルフガング・ツェンカーが現れ、グルィフやヴィヘル、ヘルの砲台と交戦した。この戦闘でグルィフには2発の命中弾があり、乗員4名が戦死した。同日、グルィフはドイツ空軍による攻撃で撃沈されたが、水深が浅かったため搭載火器は回収されヘル半島の防衛に用いられた。
第二次世界大戦後の1957年に民間業者に売却されて浮揚され、1960年に解体処分され一部の武装はポーランド海軍博物館に保存された。